# 루피마이제
루피마이제(라트비아어: rupjmaize)는 라트비아의 호밀빵이다. 흔히 "흑빵"으로도 불리며, 라트비아 사람들이 주식으로 먹는다. 루피마이제스 카르토윰스의 재료이기도 하다.

## 이름
라트비아어 "루피마이제(rupjmaize)"는 "거칠다"는 뜻의 형용사 "루퍄(rupja)"와 "빵"을 뜻하는 명사 "마이제(maize)"가 합쳐진 말로, "거친 빵"이라는 뜻이다.

## 같이 보기
- 흑빵